# Тупеши
Тупеши (серб. Тупеши / Tupeši) — село в общине Вишеград Республики Сербской Боснии и Герцеговины. В настоящее время село необитаемо.

## Население[3]
По данным на 1991 год, в селе проживали 35 человек, все — бошняки.